# Paura nella città dei morti viventi
Paura nella città dei morti viventi (titulada Miedo en la ciudad de los muertos vivientes en España, Las puertas del infierno en Argentina y La ciudad de los muertos vivientes en México) es una película de terror italiana de 1980 dirigida por Lucio Fulci y protagonizada por Antonella Interlenghi, Carlo De Mejo, Catriona McColl, Christopher George y Janet Agren. Fue la primera de la famosa trilogía de las Puertas del Infierno, que prosiguió con The Beyond y Aquella casa al lado del cementerio. Lucio Fulci hace un pequeño cameo como el Dr. Joe Thompson hacia el final de la película

## Argumento
El suicidio de un sacerdote, el padre William Thomas (Fabrizio Jovine), abre un portal al infierno que libera zombis sedientos de sangre para aterrorizar el pueblo de Dunwich. Una médium (Catriona MacColl) experimenta una visión del suicidio y tras haberla experimentado es dada por muerta y enterrada viva. Un periodista (Christopher George) va al cementerio para encontrar pistas sobre la muerte de la médium pero lo que descubre es que sigue con vida. Después de ser rescatada, ella le dice que debe ir a Dunwich, lugar donde se suicidó el padre Thomas, y llegar a su tumba antes de que sea Halloween para evitar que los muertos se levanten de sus tumbas

## Elenco
- Christopher George - Peter Bell
- Catriona MacColl - Mary Woodhouse
- Carlo De Mejo - Gerry
- Janet Agren - Sandra
- Antonella Interlenghi - Emily Robbins
- Giovanni Lombardo Radice - Bob
- Daniela Doria - Rosie Kelvin
- Fabrizio Jovine - Padre William Thomas
- Luca Venantini - John-John Robbins
- Michele Soavi - Tommy Fisher
- Venantino Venantini - Mr. Ross
- Enzo D'Ausilio - policía
- Adelaide Aste - Theresa
- Luciano Rossi - policía en el apartamento de Theresa
- Robert Sampson - Sheriff Russell

## Producción
Los exteriores de la película fueron filmados tanto en Nueva York como en Savannah, donde se recreó el pueblo ficticio de Dunwich. Las escenas del cementerio se rodaron en el cementerio Calvari en Manhattan, y algunas escenas también fueron rodadas en el cementerio de Bonaventure.

## Recepción
En la página Rotten Tomatoes la película tiene un índice de audiencia de 55%, All Movie escribió que la película tiene reflejada la habilidad de Lucio Fulci de crear ambientes macabros.